# آرتور گرینگر
آرتور گرینگر (انگلیسی: Arthur Grainger؛ ۳۰ اوت ۱۹۰۵ – ۱۹۷۱ (۶۵−۶۶ سال)) بازیکن فوتبال بود.
از باشگاه‌هایی که در آن بازی کرده‌است می‌توان به باشگاه فوتبال لینکولن سیتی اشاره کرد.